# Timex Datalink

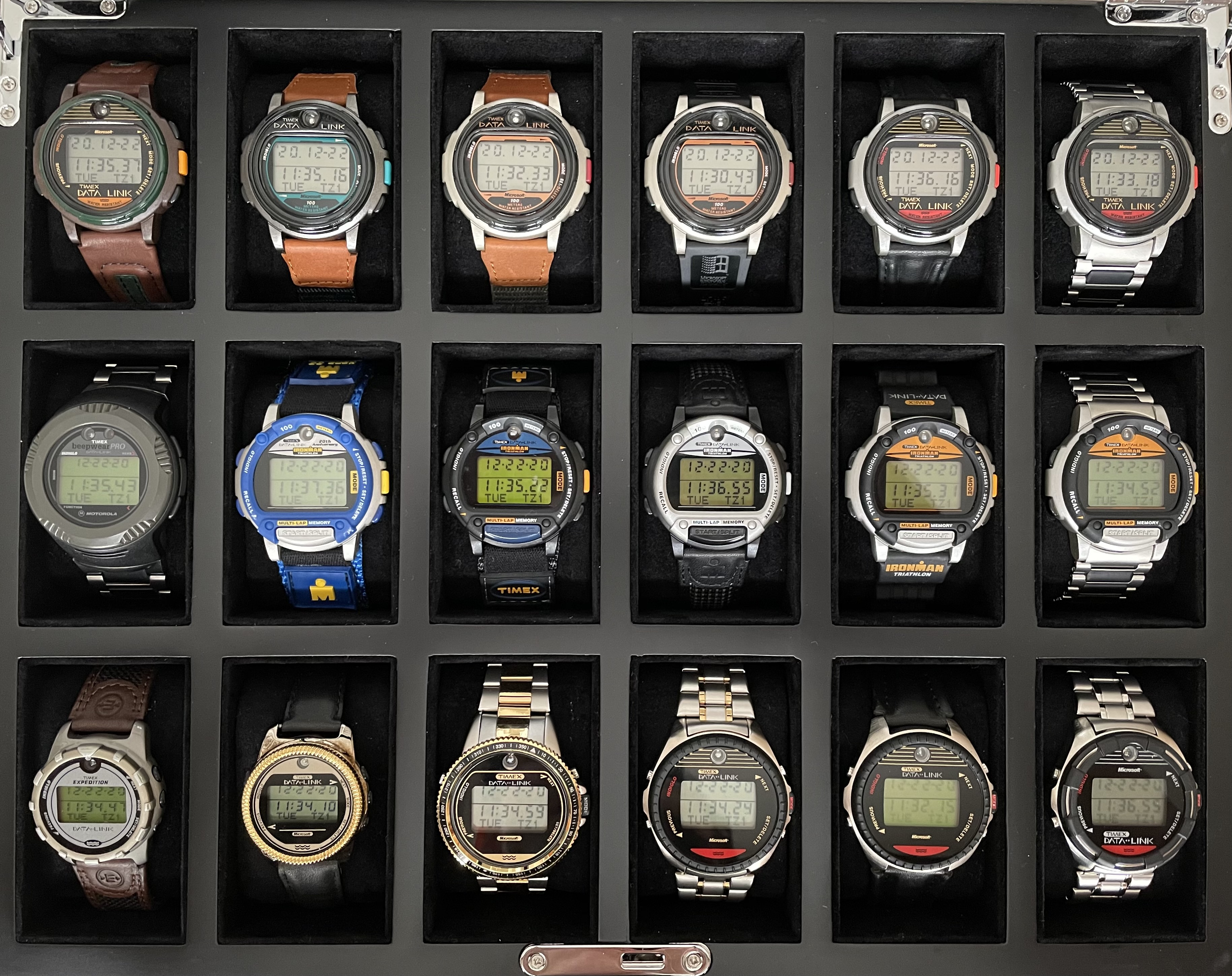
Collection complète de tous les Timex Data Link avec capteur optique. Les modèles (de gauche à droite, de haut en bas): 70532, 70342, 70302, 70301, 70502, 70518, 80011 Beepwear Pro, 51041 Ironman 20th Anniversary Kona '98 Edition, T51081, 78701, 78041, 78047, 69931, 69901, 69787, 69737, 69721, 69768.

Timex Datalink ou Timex Data Link est une gamme de montres fabriquées par Timex. Ces montres sont considérées comme les premières montres intelligentes. C'était les premières montres capables de télécharger des informations sans fil à partir d'un ordinateur,. Comme son nom l'indique, les montres Datalink sont capables de transférer des données en se liant à un ordinateur au moyen d'un lien, qui était en l'occurrence un signal lumineux.
La gamme Datalink a été introduite en 1994 et a été co-développée avec Microsoft. Il s'agissait d'une alternative portable aux assistants personnels courants avec des attributs supplémentaires tels que la résistance à l'eau, que les assistants personnels n'avaient pas, et la possibilité de recevoir des programmes. La montre a été présentée par Bill Gates le 21 juin 1994 dans une conférence où il a téléchargé des informations d'un écran d'ordinateur émettant des signaux lumineux et a ensuite montré au public les rendez-vous et les autres données transmis à la montre.
Les premiers modèles étaient les Datalink 50, Datalink 70, Datalink 150 et Datalink 150s (s pour small qui signifie petit). Les nombres dans le nom du modèle indiquaient le nombre approximatif de numéros de téléphone pouvant être stockés dans la mémoire de la montre. Ces premiers modèles étaient, au moment de leur lancement, les seules montres à porter le logo de Microsoft,. Ces montres ont été certifiées par la NASA pour les voyages dans l'espace et ont été utilisées par des astronautes et des cosmonautes lors de missions spatiales.
Le nombre et le type d'entrées pouvant être stockées dans les différents modèles de montres ainsi que le mode de transfert des données entre l'ordinateur et la montre ont évolué au fil des ans. À l'époque de son lancement, la montre était considérée comme un produit de haute technologie.
Timex a aussi lancé la gamme Timex Beepwear Datalink, qui propose des téléavertisseurs portables utilisant la plateforme Datalink. Ces montres font également office d'organiseurs électroniques,,,,,.

## Mode de transfert de données sans fil

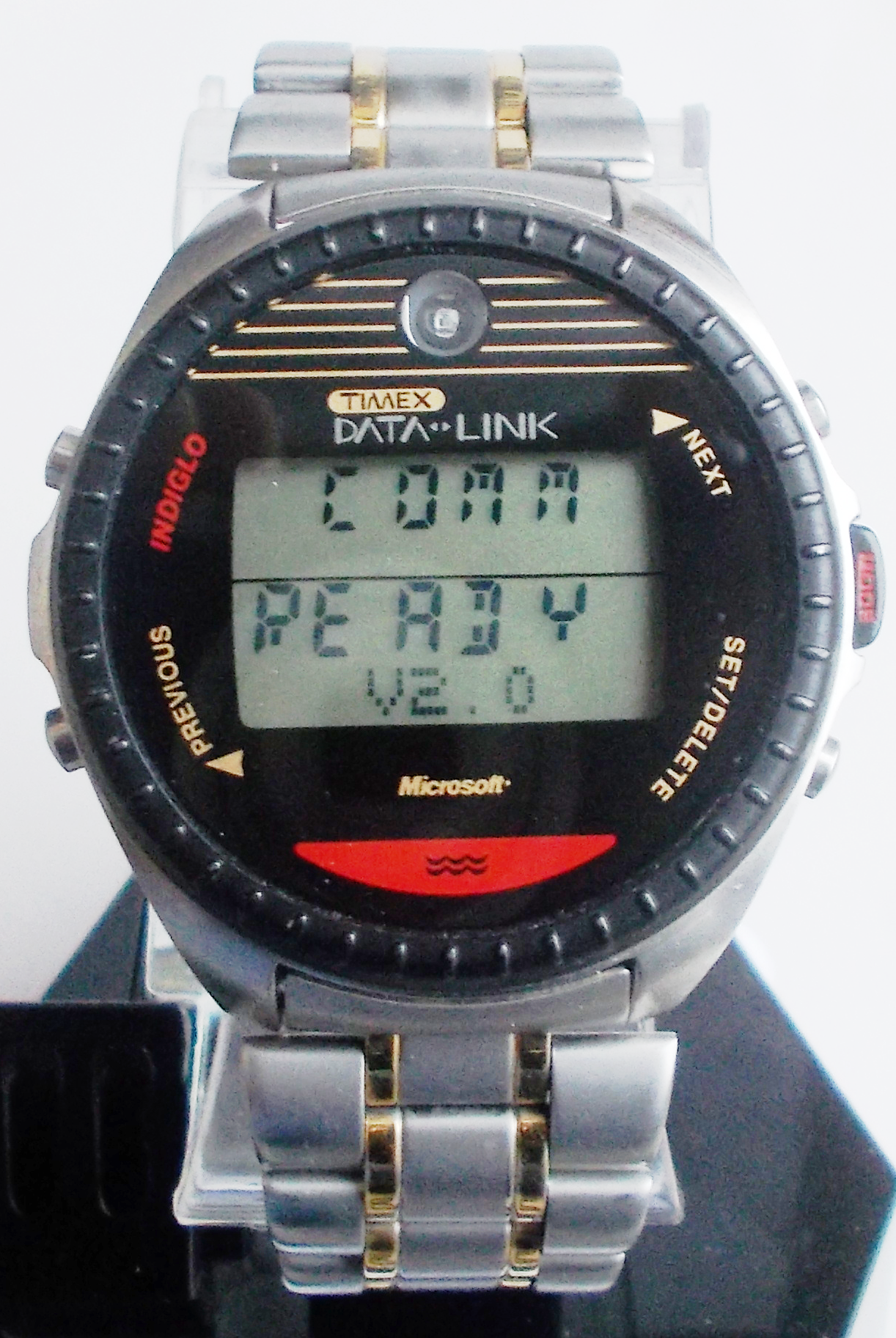
Montre de communication Timex Datalink 150 en acier.

Bien qu'il existait d'autres montres capables de stocker toutes sortes de données, la plupart d'entre elles disposaient d'un petit clavier ou de boutons permettant de saisir des données. Le clavier était minuscule et les boutons devaient être pressés à plusieurs reprises pour sélectionner les lettres de l'alphabet, ce qui rendait la saisie de données difficile et fastidieuse et diminuait la robustesse et l'étanchéité de la montre. Dans la plupart des cas, les données étaient perdues lorsque la pile était épuisée.
Les montres Timex Datalink téléchargeaient des données sans fil en illuminant un écran d'ordinateur avec un affichage changeant codant les informations à transférer. Les signaux émis par l'écran étaient détectés par le capteur de la montre,. Comme les données de la montre étaient toujours téléchargées depuis l'ordinateur ; les données pouvaient être retéléchargées après le remplacement de la pile.
Les données étaient transférées de l'ordinateur à la montre par une interface qui avait été développée conjointement par Times et Microsoft. L'absence de périphérique de saisie de données sur la montre rendait la montre compacte et réduisait les points d'entrée d'eau possibles.

### Capteur optique
La montre était équipée d'une petite lentille située sur sa face supérieure. Cette lentille était utilisée pour la transmission de données par lumière visible,. Les données étaient transmises depuis l'écran de l'ordinateur par une série de barres horizontales pulsées,, qui étaient focalisées par la lentille et inscrites dans la mémoire EEPROM de la montre par l'intermédiaire d'un transducteur opto-électronique fonctionnant dans le spectre de la lumière visible et utilisant la technologie du balayage optique,.
La synchronisation à partir d'un écran d'ordinateur n'était possible que pour les ordinateurs fonctionnant sous Windows 95 et Windows 98. La montre était compatible avec le logiciel de gestion du temps Microsoft Schedule Plus de Microsoft. Pour le modèle Datalink 70, le temps nécessaire pour télécharger soixante-dix numéros de téléphone était d'environ vingt secondes,.

### Message codé
Sur le bracelet en résine de la Timex Datalink 50 modèle 70301, il y avait une impression avec des chiffres binaires qui étaient en fait des caractères ASCII. Les chiffres sur une moitié du bracelet codaient, y compris les majuscules, le texte Listen To The Light. Les chiffres sur l'autre moitié du bracelet codaient le texte If You [ASCII-24] See, où ASCII-24 est le caractère Cancel ou simplement CAN. Le message complet était donc : Listen To The Light If You Can See (traduction : Écoute la lumière si tu peux voir).

## Les premiers modèles de la gammeDatalink
Les premiers modèles étaient les Datalink 50, Datalink 70, Datalink 150 et Datalink 150s ( s signifiant small (petit); la montre étant destinée aux dames),. Les modèles 150 et 150s étaient essentiellement identiques, à l'exception de leur taille.
Le menu était le même pour tous les modèles. La seule différence était la quantité de mémoire disponible dans les montres, et conséquemment, la quantité de numéros de téléphone, de rendez-vous, de listes, etc. qui pouvaient être téléchargés.
À l'époque de leur introduction, ces montres étaient connues sous le nom de montres PIM, c'est-à-dire personal information managers (traduction : gestionnaires d'informations personnelles). Bill Gates en possédait une, et il avait montré les capacités de la montre à la télévision. La Datalink 150 était également offerte comme cadeau à l'achat de Microsoft Office 95.
Le nombre dans le nom du modèle indiquait le nombre de numéros de téléphone pouvant être téléchargés dans la montre. Par exemple, le modèle 150 pouvait stocker un maximum de 150 numéros de téléphone si rien d'autre n'y était stocké. Le stockage disponible était partagé entre les numéros de téléphone, les rendez-vous, les anniversaires, les listes, les applications et les sons de la montre. Ces modèles n'avaient pas de compte à rebours ou de chronographe, mais un chronographe pouvait être ajouté sous la forme d'une application. Une application bloc-notes permettait d'enregistrer une quarantaine de mots dans la montre.

### Affichage numérique et fuseaux horaires
Les parties heure et date de l'affichage numérique des montres Datalink étaient constituées de deux rangées d'afficheurs 7 segments, tandis que la partie inférieure était un écran à matrice de points avec des capacités de défilement. En mode d'affichage de l'heure, la partie matricielle de l'écran indiquait le jour de la semaine à gauche, et le fuseau horaire à droite. Le fuseau horaire par défaut était indiqué comme TZ1 (fuseau horaire 1), et était entièrement personnalisable par l'utilisateur pour désigner n'importe quelle ville du monde, en utilisant généralement les conventions d'appellation IATA. Les premiers modèles Datalink comportaient un double réglage du fuseau horaire. Le fuseau horaire secondaire devenait l'heure locale (primaire) en appuyant sur un bouton et en le maintenant enfoncé jusqu'à ce que le changement soit effectué. Tous les modèles Datalink étaient équipés de la veilleuse Indiglo (en).

## Ironman Triathlon Datalink

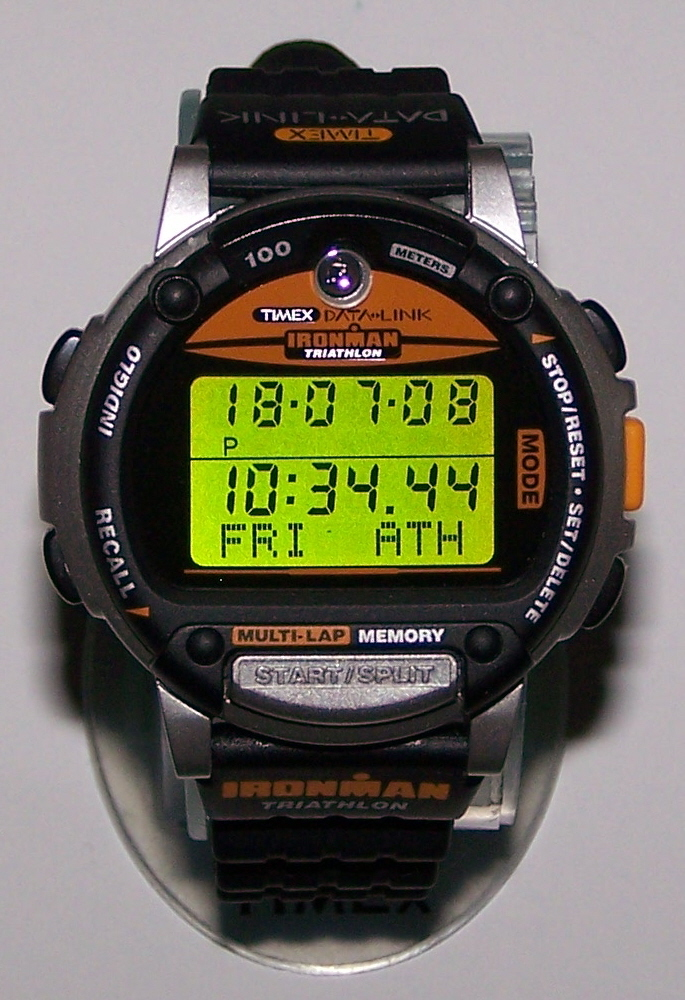
Timex Ironman Triathlon Datalink modèle 78401

Les premiers modèles de la gamme Datalink comprenaient de nombreuses fonctions de type assistant personnel telles que les anniversaires, les rendez-vous et le répertoire téléphonique, mais ne disposaient pas de fonctions telles que le chronomètre et le compte à rebours. Ils disposaient de cinq alarmes.
Pour ajouter des fonctionnalités, Timex a lancé en 1997 la gamme Ironman Triathlon Datalink avec les caractéristiques de la gamme Ironman, comme un choix de chronomètres, des chronomètres multitours et un affichage personnalisable. Le nombre d'alarmes passait à 10 dans la nouvelle gamme. Des messages pouvaient être affichés pendant une alarme, et ceux-ci pouvaient être téléchargés sur la montre ou saisis manuellement par le biais de caractères défilants, activés par deux boutons avant/arrière.
Les nouvelles fonctionnalités se sont faites au détriment de certaines anciennes fonctionnalités. Par exemple, les modes Anniversaire et Rendez-vous des modèles Datalink précédents n'étaient plus disponibles, et le nombre d'entrées téléphoniques était réduit à 38, contre un maximum de 150 pour l'ancien modèle Datalink 150,. La fonction Faire une liste du modèle Datalink 150 avait également disparu. Cette fonction permettait à l'utilisateur de créer des listes pour diverses tâches, et d'importer des applications,.
Le capteur optique et la méthode de transfert des données avaient été conservés. L'écran de la nouvelle gamme avait la même architecture que celui des anciens modèles. Comme les modèles précédents, le Triathlon Datalink comprenait un double fuseau horaire avec possibilité de sélectionner l'heure locale. La durée de vie de sa pile était d'environ trois ans dans des conditions normales d'utilisation,.

## Adaptateur pour ordinateur portable

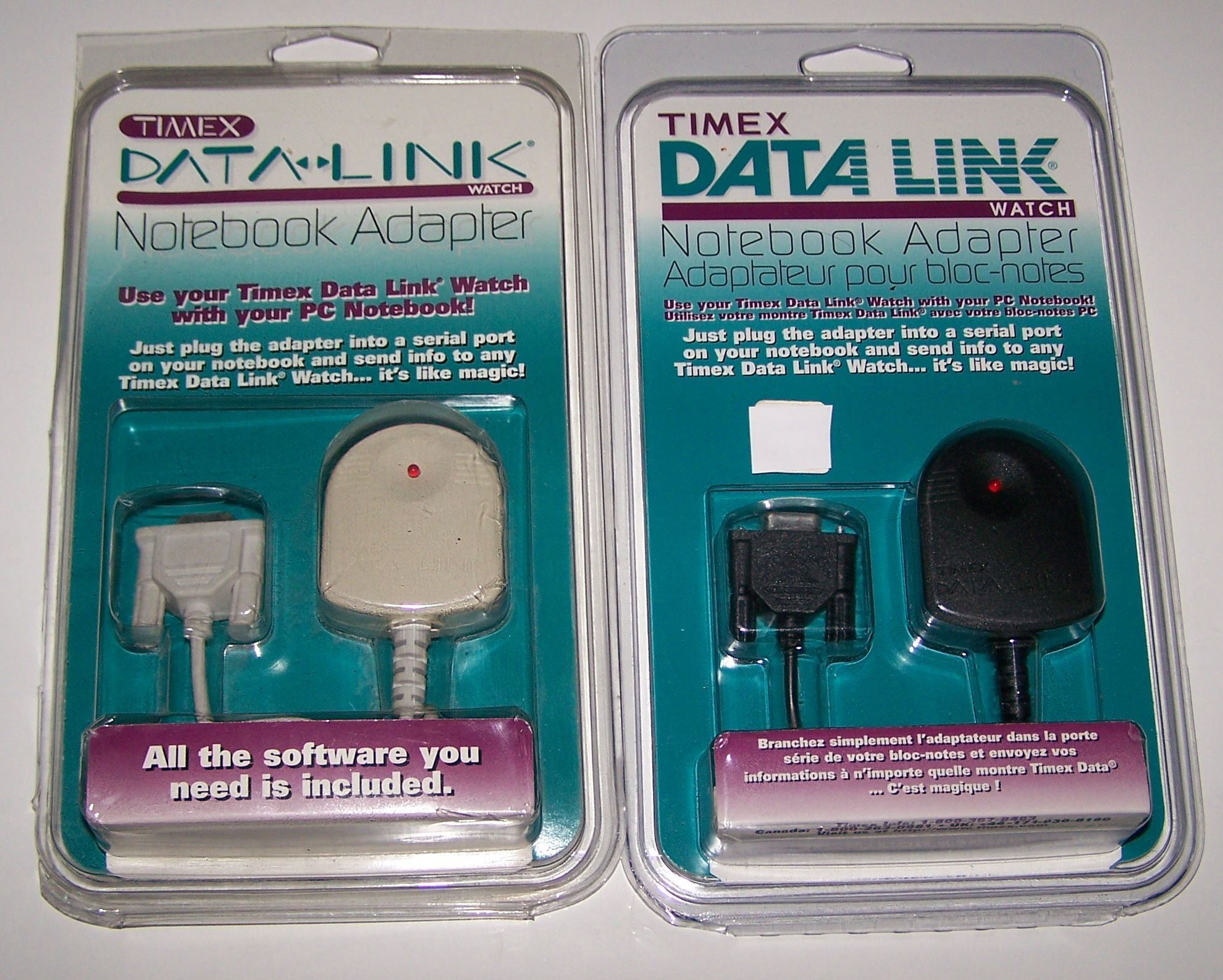
Adaptateurs pour ordinateur portable en blanc et noir. Un DEL rouge permet de programmer la montre en clignotant. Le DEL se trouve sur la soucoupe de l'adaptateur, à droite du connecteur du port série.

En 1997, avec l'arrivée d'ordinateurs portables munis d'écrans LCD à matrice active qui ne se rafraîchissaient pas comme les écrans CRT, Timex a dû adapter son mode de transfert de données. Timex a alors introduit un adaptateur pour ordinateur portable qui incorporait un DEL rouge et se connectait à l'ordinateur portable par le port série. Pendant le téléchargement des données, la DEL clignotait et le clignotement programmait la montre comme les barres horizontales de l'écran CRT.
De plus, les systèmes fonctionnant sous des versions de Windows autres que Windows 95 ou Windows 98, comme Windows NT, ne permettaient plus la synchronisation par l'écran CRT, ce qui rendait l'utilisation de l'adaptateur obligatoire même pour les ordinateurs de bureau. Pour les systèmes dépourvus de port série, un adaptateur USB-série pouvait être utilisé pour connecter l'adaptateur Timex à un port USB.

## Timex Datalink USB

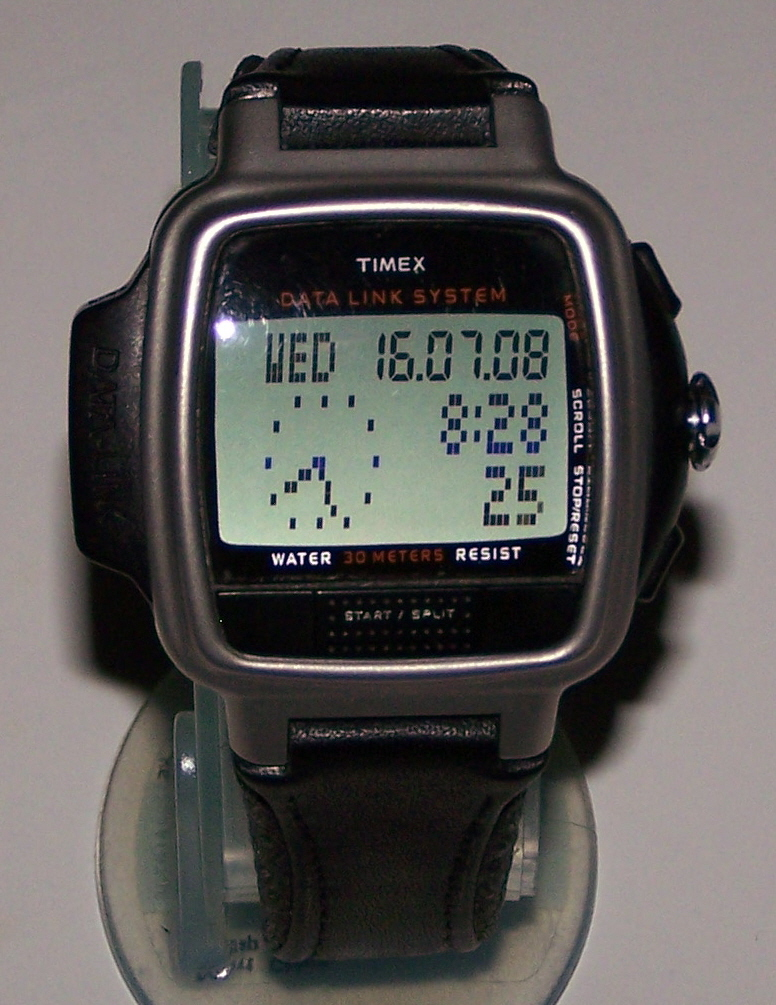
Une montre Datalink USB édition habillée avec une application affichant l'heure en format analogique.

La Datalink USB a été introduite en 2003. Elle comprenait les modèles Timex Ironman Datalink USB (édition sport) et Timex Datalink USB (édition habillée). Hormis leur aspect extérieur et le fait que la version sport était étanche à 100 mètres, tandis que la version habillée était étanche à 30 mètres, les deux modèles avaient des caractéristiques identiques.
La montre a légèrement déçu les puristes de la liaison de données sans fil parce qu'elle devait être reliée à l'ordinateur par le port USB pendant le transfert de données. Cependant, elle a été largement acceptée parce qu'elle permettait des taux de transfert de données nettement améliorés, une capacité de mémoire considérablement accrue, de nombreux modes de fonctionnement supplémentaires et personnalisables, ainsi qu'une communication bidirectionnelle entre la montre et l'ordinateur.
Les modes de fonctionnement personnalisables acceptaient des centaines de numéros de téléphone, d'alarmes et de réglages de minuterie,. La montre disposait également de trois fuseaux horaires, chacun pouvant être choisi comme affichage principal de l'heure en appuyant sur un bouton. Le Datalink USB a également introduit la protection des données par l'utilisation d'un mot de passe choisi par l'utilisateur, une fonction que les modèles précédents n'offraient pas,. Les modèles USB étaient également dotés d'une couronne rotative connue sous le nom de Timex i-control (I control signifie Je contrôle).

## Applications
La montres Datalink USB, comme ses prédécesseurs, acceptait des programmes développés spécifiquement pour la montre. Ces programmes sont appelés applications (en anglais, wrist apps) et peuvent être développés par des développeurs de logiciels indépendants. Timex fournissait une application appelée WristApp SDK Installer qui facilitait l'importation dans la montre de toute application développée de manière indépendante.
Contrairement à ses prédécesseurs, l'écran de la gamme USB présentait une architecture matricielle complète, sans sections d'affichage à sept segments. Seule une petite section dans le coin supérieur droit utilisait un affichage à neuf segments. De nombreuses applications ont été développées pour la montre, incluant des jeux vidéo, des écrans de veille, des compteurs de pointage de golf, des réglages du contraste de l'affichage et de la vitesse de défilement, des affichages de l'heure analogiques, et même des calculs des phases de la lune avec affichages graphiques associés. Les applications étaient écrits en langage assembleur.

### Jeux vidéos
Invasion était un exemple de jeu développé spécifiquement pour la montre. Il était conçu sur le modèle de Space Invaders, créé par Jordi Perez. Le jeu utilisait l'interface de programmation pour les écrans à pixels primitifs tels que celui utilisé dans la montre. Le terme primitif fait référence aux écrans de faible résolution où l'on peut discerner les pixels individuels.

### Écran de veille
Screen Saver - Blank était un écran de veille qui effaçait l'affichage de la montre lorsque l'indicateur de minutes ou d'heures atteignait :00.

### Antikythera
L'application Antikythera émulait certaines des fonctions du mécanisme d'Anticythère en calculant la phase de la lune. L'application était précise à un jour près sur une période de 500 ans.

#### Exemples d'applications

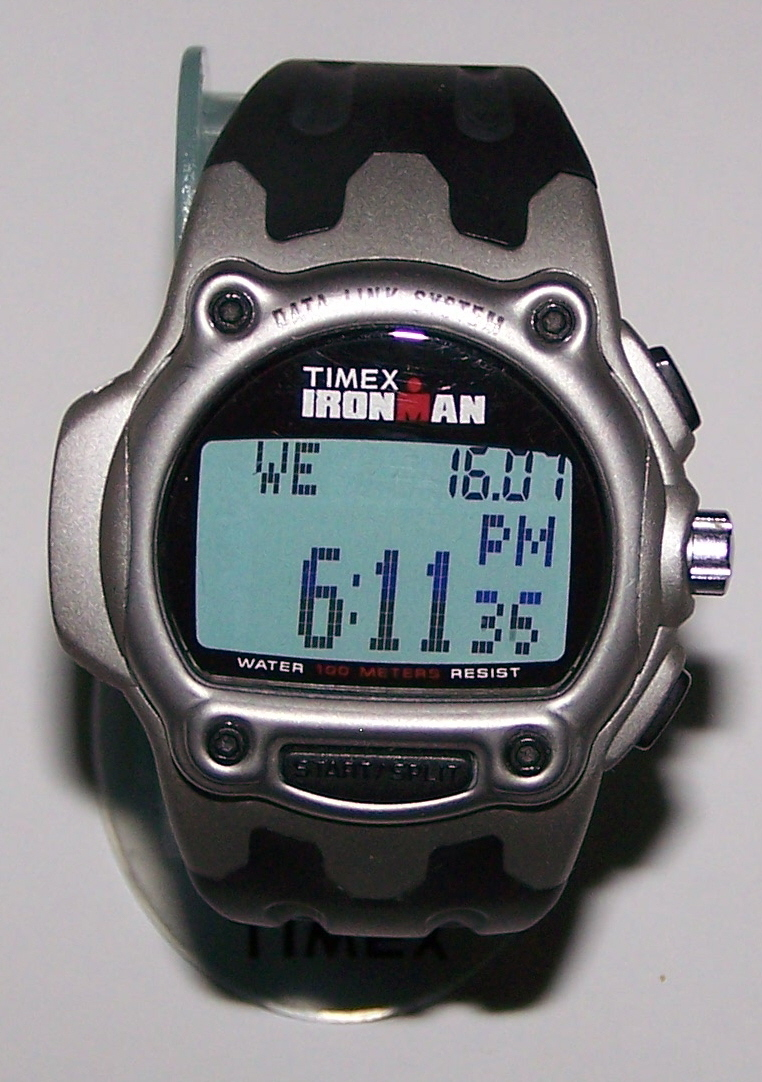
La montre Datalink USB Sports Edition avec un affichage normal.
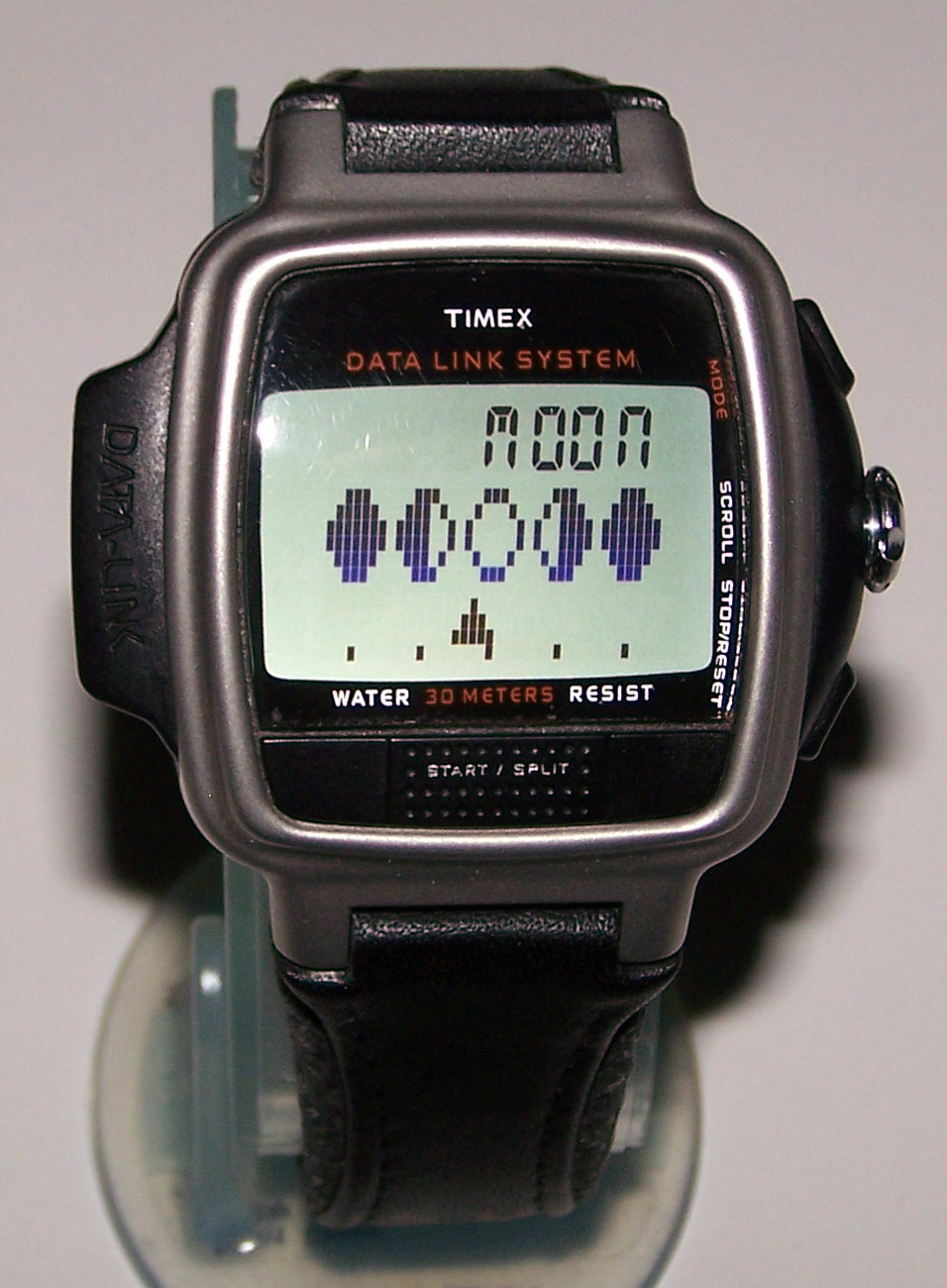
La montre Datalink USB avec l'application Antikythera qui affichage les phases de la lune. La flèche sous les phases de la lune indique la phase actuelle[41].
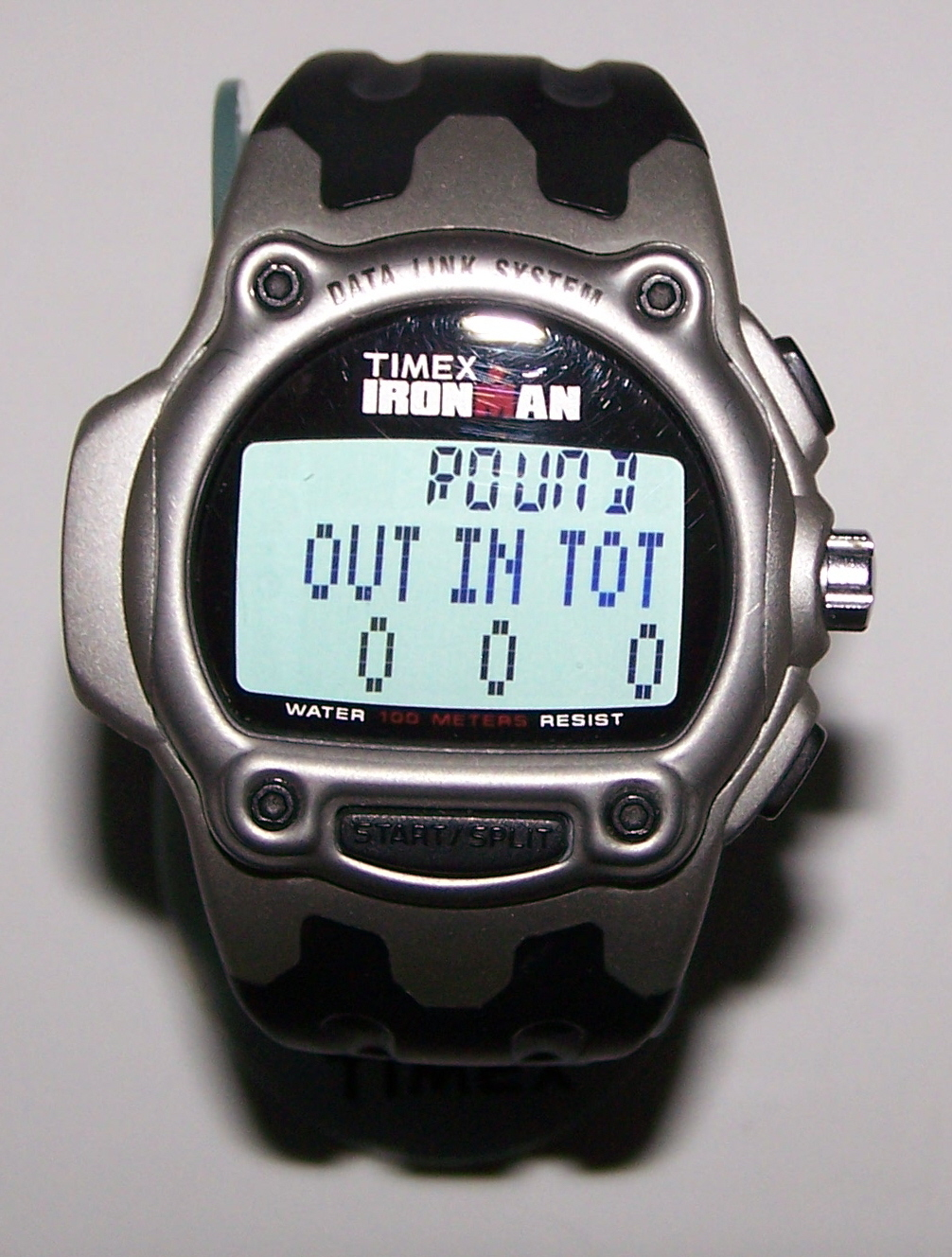
La montre Datalink USB avec une application pour le golf.
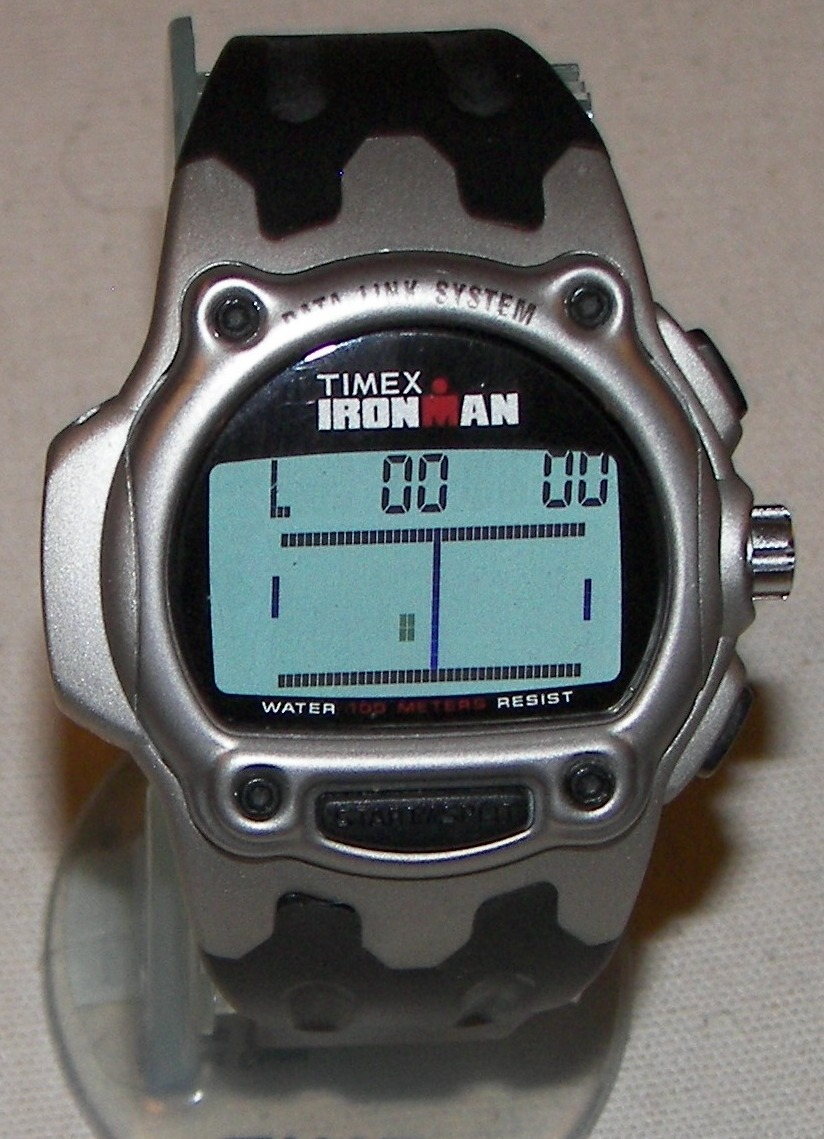
La montre Datalink USB avec l'application Paddle, similaire à l'application Pong. La balle est près du filet au centre de la montre. La raquette se déplace à l'aide de la couronne de la montre.
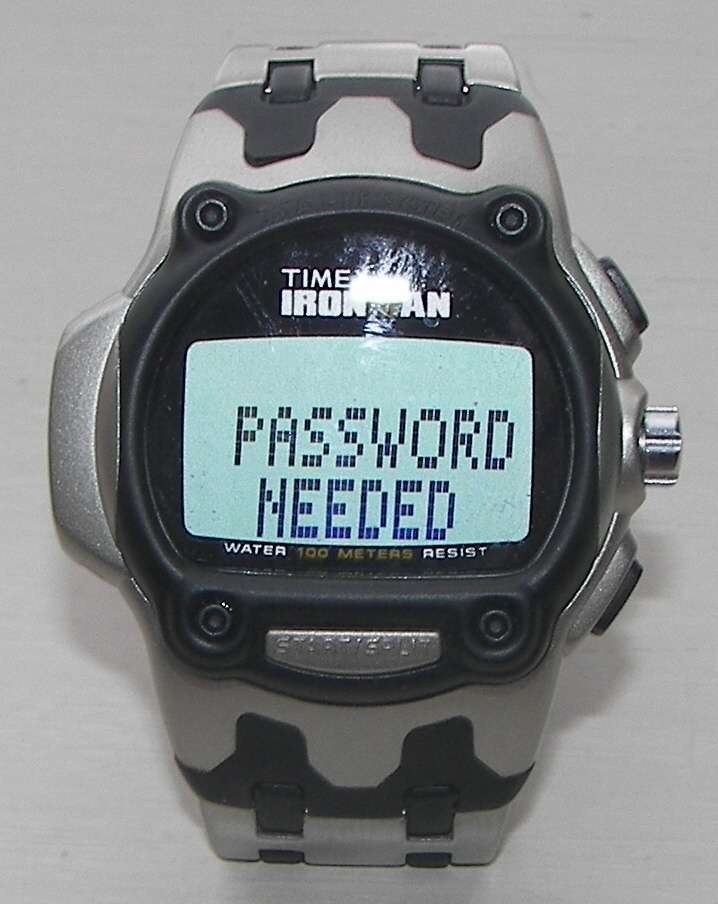
La montre Datalink USB avec une demande de mot de passe.
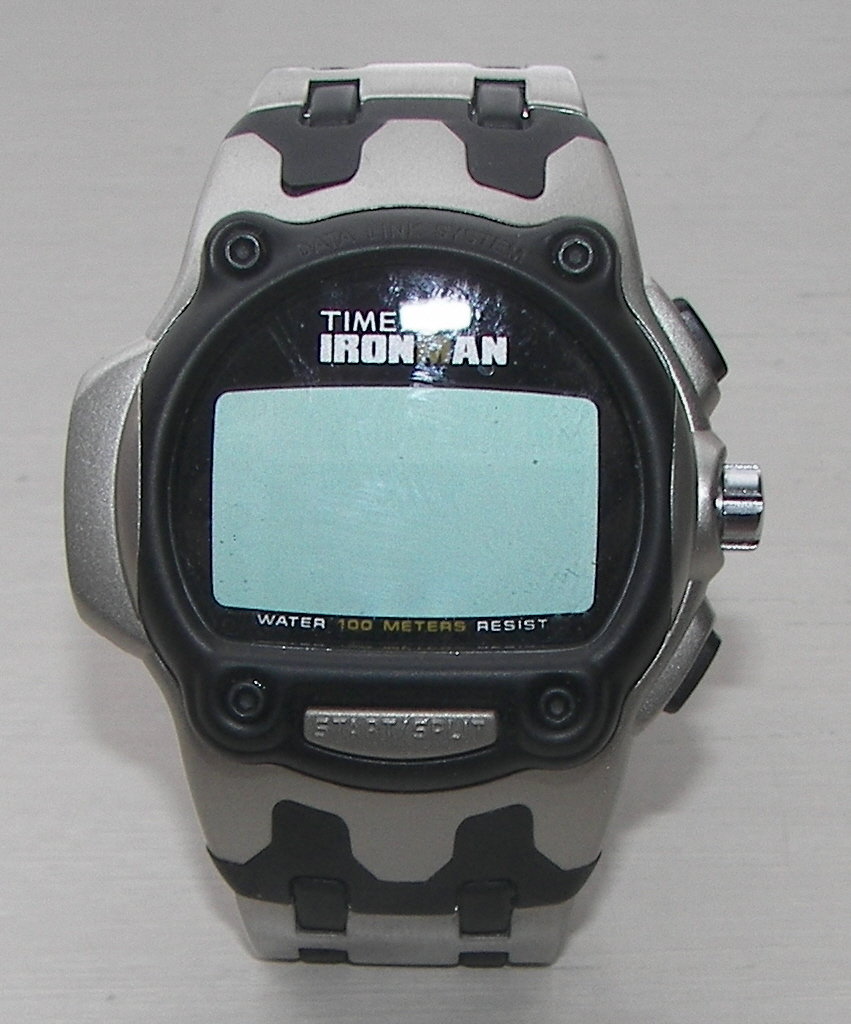
La montre Datalink Ironman USB en mode écran de veille. L'écran de veille s'active automatiquement lorsque l'affichage atteint :00 seconde.

## Espace

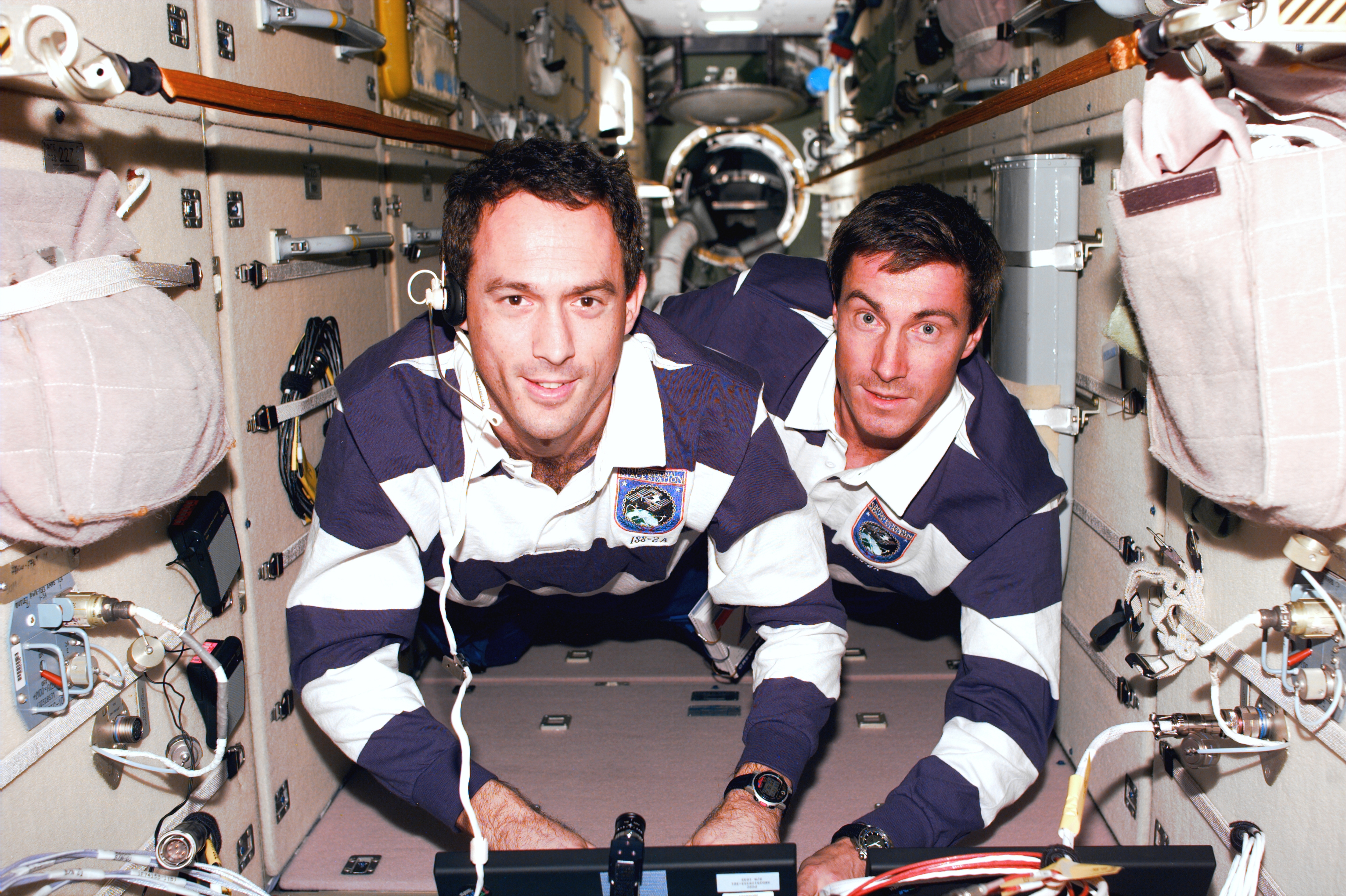
L'astronaute James H. Newman porte la montre Timex Datalink modèle 70502 lors de la mission STS-88.

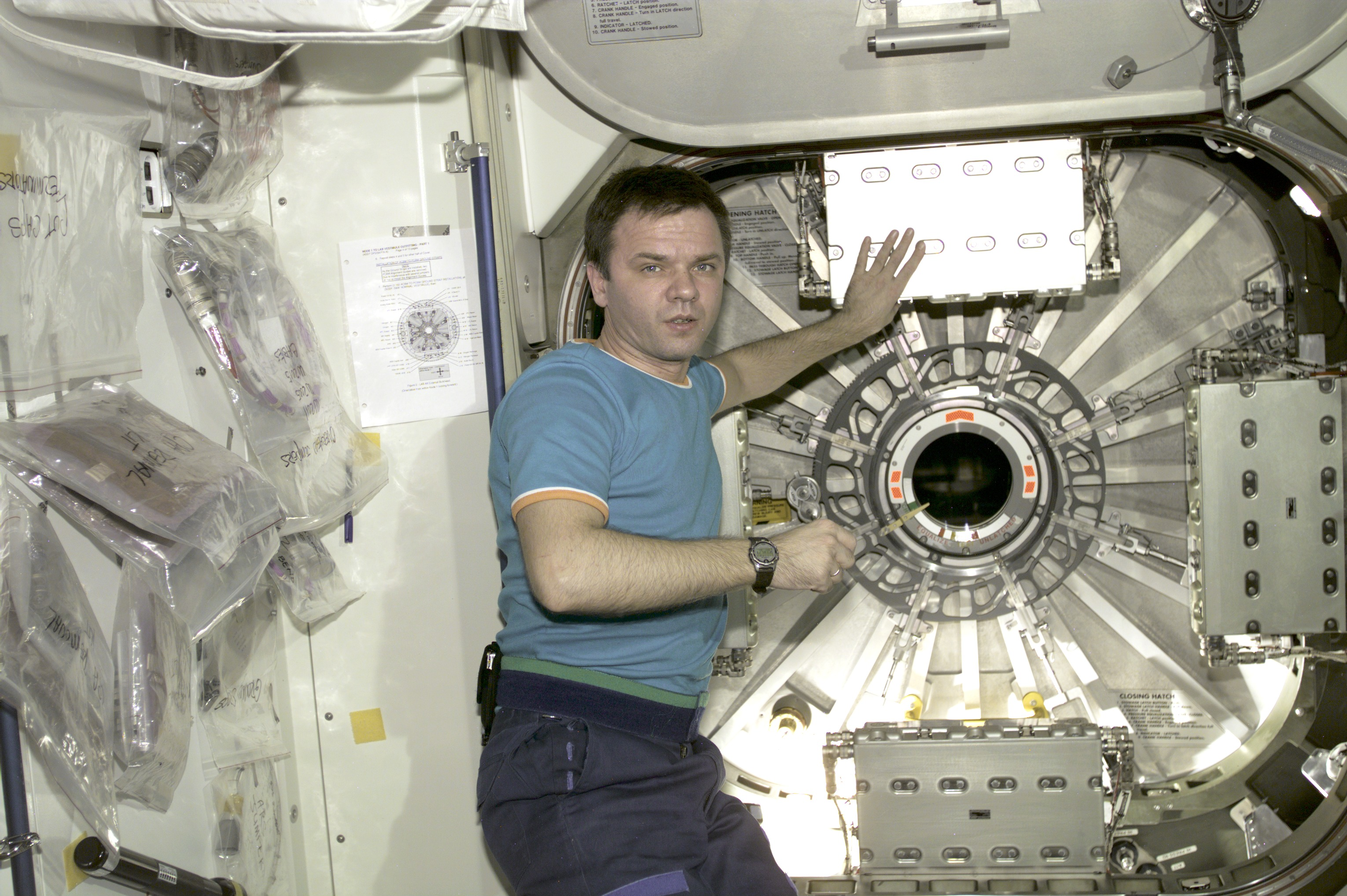
Le cosmonaute Yuri Gidzenko, commandant du Soyouz de l'Expédition 1, portant la montre Datalink 150 modèle 69931.

La montre Timex Datalink a été certifiée par la NASA pour les missions spatiales. C'est l'une des quatre montres qualifiées par la NASA pour les voyages dans l'espace,,. Différents modèles Datalink ont été utilisés à la fois par les cosmonautes et les astronautes.

## Timex Beepwear Datalink
La gamme Timex Beepwear Datalink proposait des téléavertisseurs portables, utilisant la plateforme Datalink. Ces montres faisaient également office d'organiseurs électroniques,,,,,,. La gamme Beepware était brevetée et était le fruit d'un effort conjoint Timex-Motorola. La gamme de montres a donné naissance à une nouvelle société appelée Beepwear Paging Products,,,. La devise marketing de Beepwear était One beeping great watch (une formidable montre qui bipe). Il s'agissait de la première montre/téléavertisseur capable de recevoir des messages alphanumériques,. Elle fonctionnait dans la bande des 900 MHz. La montre comportait également la fonction FLEXtime qui, si elle était prise en charge par le fournisseur de services de radiomessagerie, pouvait synchroniser l'heure de la montre avec celle du réseau. Elle pouvait également s'adapter automatiquement au fuseau horaire du porteur.

## Culture populaire
En raison de ses caractéristiques uniques et de la longue tradition d'innovation de Timex, la gamme de montres Datalink a atteint un statut de culte parmi les adeptes des nouvelles technologies. En outre, de nombreux sites Web étaient consacrés à la programmation de la montre et à l'échange d'informations entre ses nombreux fans. Des groupes Yahoo ont été créées par les fans et les développeurs de logiciels, en particulier pour la gamme Datalink USB,.

## Prix

### Favorables
- Prix Best of What's New (Le meilleur de ce qui est nouveau) de Popular Science (1995)[5].
- Prix Conception et ingénierie de Popular Mechanics (1995)[5],[23].
- Prix Innovations '97 (décerné à l'adaptateur pour ordinateur portable DataLink et à la montre Timex DataLink 150s)[5].
- Prix Le meilleur de Comdex de Byte Magazine[44].
- Parmi les meilleurs 100 produits de R&D Magazine (en)[44].
- Prix Technologie exceptionnelle du Windows Magazine (en)[44].
- La montre est présentée dans l'exposition en ligne du Musée national d'histoire américaine[56].

### Défavorables
Les premiers modèles Datalink 50/150 ont reçu une mention [dis]honorable dans la liste des 25 pires produits technologiques de tous les temps de PC World en 2006 et ont été intronisés dans le Temple de la renommée de la honte de la haute technologie, avec les arguments suivants : « La montre ressemblait à un Casio sous stéroïdes » et « pour y télécharger des données, vous la teniez devant votre écran cathodique pendant que celui-ci affichait un motif de bandes noires et blanches clignotantes (ce qui, soit dit en passant, vous transformait également en manchurian candidate, en référence aux lavages de cerveau mentionnés dans le film américain Manchurian Candidate), ajoutant que « selon votre point de vue, c'était soit sérieusement cool, soit profondément dérangeant ».